# 화순 최씨
화순 최씨(和順崔氏)는 전라남도 화순군을 본관으로 하는 한국의 성씨이다. 시조는 고려시대에 평장사(平章事)를 지낸 최세기(崔世基)이다.

## 역사
화순최씨(和順崔氏)의 시조는 최세기(崔世基)이다. 고려시대에 평장사(平章事)를 지낸 그가 화순의 옛 이름인 오산(烏山)군에 봉해짐으로써 화순을 관향으로 삼게 되었다. 최세기와 같이 몽골군의 침입 때 공을 세우고 문하시중(門下侍中)을 지낸 최부(崔傅)를 함께 시조로 삼기도 한다. 전라남도 화순군 화순읍 만호산(萬湖山)에 시조묘가 있다.
그러나 상계가 실전되어 서북면도감판관(西北面都監判官)을 지낸 최언(崔堰)을 기세조(起世祖)로 세계를 이어오고 있는데, 문하시랑평장사(門下侍郞平章事)를 지낸 최윤의(崔允儀)를 기세조로 삼는 계통도 있다.

## 본관
화순(和順)은 전라남도 중앙에 위치하는 지명으로 원래 백제 잉리아현(仍利阿縣)인데, 통일신라 경덕왕이 여미현(汝湄縣)으로 고치고 고려 초에 화순(和順)으로 고쳐 나주에 속했다가 후에 능성에 편입시켰다. 1407년(조선 태종 7) 복순(福順)이라 칭하였고, 1416년(조선 태종 16) 다시 순성(順城)이라 칭하였다가, 1611년(조선 광해군 3) 다시 화순현을 설치하였다. 1895년(조선 고종 32)에 지방제도 개정으로 나주부 화순군이 되었다가, 1896년에 전라남도 화순군이 되었다.

## 분파
최언 5세손에 이르러 감찰공(監察公) 최덕윤(崔德潤), 밀양공(密陽公) 최자해(崔自海), 부정공(副正公) 최자하(崔自河), 문정공(文貞公) 최자강(崔自江), 대사성(大司成) 최자빈(崔自濱)의 5형제파가 분파되었으며, 그 후 시정공파(寺正公派), 유수공파(留守公派), 대사성공파(大司成公派), 도사공파(都事公派), 승지공파(承旨公派), 첨사공파(僉使公派), 지평공파(持平公派), 진사공파(進士公派)로 분파되었다.
- 감찰공파(監察公派) - 최덕윤(崔德潤)
  - 시정공파(寺正公派) - 최윤공
- 밀양공파(密陽公派) - 최자해(崔自海)
  - 유수공파(留守公派) - 최한원
- 부정공파(副正公派) - 최자하(崔自河)
  - 대사성공파(大司成公派) - 최사로 (??-이 )
- 도 문정공파(文貞公派) - 최자강(崔自江)
  - 도사공파(都事公派) - 최한공
  - 승지공파(承旨公派) - 최한후
  - 첨사공파(僉使公派) - 최한백
  - 지평공파(持平公派) - 최한번
  - 진사공파(進士公派) - 최한남

## 인물
- 최계신 - 고려 때 봉상대부를 지냈다.
- 최영호 - 고려 충렬왕 때 좌우위 보승산원(左右衛 保勝散員)을 지냈다.
- 최영유 - 고려 공민왕 때 해주목사를 지냈다.
- 최중홍 - 조선 첨지중추부사(僉知中樞府事), 동지중추부사(同知中樞府事)
- 최영경 - 조선 저명한 성리학자로 대사헌(大司憲)에 추증되었다.

## 과거 급제자
화순 최씨는 조선시대 문과 급제자 21명을 배출하였다.
문과
최국진(崔國鎭) 최사로(崔士老) 최석규(崔錫圭) 최선복(崔善復) 최세준(崔世俊)
최우(崔堣) 최원로(崔元老) 최일(崔逸) 최자빈(崔自濱) 최주하(崔柱厦)
최중연(崔重演) 최중홍(崔重洪) 최한공(崔漢公) 최한량(崔漢良) 최한보(崔漢輔)
최한원(崔漢源) 최한정(崔漢禎) 최한후(崔漢候) 최호(崔琥) 최홍제(崔弘濟)
최후(崔垕)
무과
최겸제(崔兼濟) 최경달(崔景達) 최경신(崔慶臣) 최계증(崔繼曾) 최기운(崔起雲)
최대익(崔大翼) 최동규(崔東奎) 최두원(崔斗元) 최보신(崔輔臣) 최봉혁(崔鳳奕)
최상문(崔翔文) 최상형(崔尙亨) 최영수(崔永壽) 최유림(崔有琳) 최유숙(崔有璛)
최의규(崔義奎) 최이순(崔爾順) 최익해(崔翼海) 최일성(崔一成) 최종원(崔宗元)
최종일(崔宗一) 최중식(崔重植) 최징(崔徵) 최채순(崔采順) 최태양(崔太陽)
최흥신(崔興臣)
진사시
최강주(崔綱宙) 최경(崔逕) 최굉(崔宏) 최봉거(崔鳳擧) 최봉의(崔鳳儀)
최세준(崔世俊) 최완(崔琬) 최용하(崔龍夏) 최우(崔堣) 최운정(崔雲挺)
최의(崔嶷) 최일(崔逸) 최주하(崔柱夏) 최중순(崔重淳) 최중심(崔重深)
최중홍(崔重洪) 최찬(崔瓚) 최한보(崔漢輔) 최호(崔琥) 최홍렬(崔鴻烈)
생원시
최강우(崔綱宇) 최건(崔楗) 최경천(崔慶千) 최대복(崔大復) 최덕무(崔德懋)
최산립(崔山立) 최상렴(崔象濂) 최세준(崔世俊) 최순(崔順) 최영(崔𤪤)
최영석(崔榮錫) 최우(崔堣) 최유선(崔有璿) 최이설(崔爾薛) 최일(崔逸)
최제안(崔濟安) 최중연(崔重演) 최중청(崔重淸) 최지(崔址) 최항구(崔恒久)
최홍익(崔弘益) 최홍제(崔弘濟) 최희남(崔喜男)
의과
최제빈(崔悌贇)
음관
최국진(崔國鎭) 최달수(崔達洙) 최달수(崔達洙) 최석근(崔奭根) 최석근(崔奭根)
최진화(崔振華) 최치신(崔致信)

## 항렬자
- 대동항렬(중시조로 1세)

| 26세          | 27세              | 28세          | 29세              | 30세          | 31세              | 32세          | 33세              | 34세          | 35세              | 36세          | 37세              | 38세          | 39세              | 40세          | 41세              | 42세          |
| ------------- | ----------------- | ------------- | ----------------- | ------------- | ----------------- | ------------- | ----------------- | ------------- | ----------------- | ------------- | ----------------- | ------------- | ----------------- | ------------- | ----------------- | ------------- |
| 재(在) 정(廷) | 口호(鎬) 口현(鉉) | 태(泰) 원(源) | 口동(東) 口식(植) | 경(炅) 헌(憲) | 口규(奎) 口희(喜) | 석(錫) 종(鍾) | 口한(漢) 口택(澤) | 광(桄) 병(柄) | 口섭(燮) 口욱(煜) | 기(基) 평(坪) | 口진(鎭) 口용(鎔) | 영(永) 구(求) | 口주(柱) 口송(松) | 훈(燻) 형(炯) | 口곤(坤) 口배(培) | 명(銘) 강(鋼) |

## 집성촌
- 전남 나주군 봉황면 유곡리
- 전남 구례군 산동면 계천리
- 충북 보은군 삼승면 선곡리
- 경북 김천시 농소면 봉곡리
- 경북 김천시 조마면 신안리
- 경북 김천시 구성면 양각리
- 경북 김천시 아포면
- 경북 김천시 부항면
- 충남 공주군 반포면 도남리, 봉암리
- 세종특별자치시 금남면 도암리
- 황해도 재령군 재령면 한천리
- 평북 의주군 고진면 향교동
- 경남 거창군 남하면 무릉리
- 경기도 평택시

## 조선 왕실과의 인척관계
- 장천군(정종의 서자)정비 산양군부인 화순 최씨
- 익양군(성종의 서자)계비 군부인 화순 최씨

## 인구
- 2000년 31,173명
- 2015년 38,604명